# Komisariat Straży Granicznej „Ujście”
Komisariat Straży Granicznej „Ujście” – jednostka organizacyjna Straży Granicznej pełniąca służbę ochronną na granicy polsko-niemieckiej w latach 1928–1939.

## Formowanie i zmiany organizacyjne
W drugiej połowie 1927 roku przystąpiono do gruntownej reorganizacji Straży Celnej. W praktyce skutkowało to rozwiązaniem tej formacji granicznej.
Rozporządzeniem Prezydenta Rzeczypospolitej Polskiej Ignacego Mościckiego z 22 marca 1928, do ochrony północnej, zachodniej i południowej granicy państwa, a w szczególności do ich ochrony celnej, powoływano z dniem 2 kwietnia 1928 Straż Graniczną.
Rozkazem nr 3 z 25 kwietnia 1928 w sprawie organizacji Wielkopolskiego Inspektoratu Okręgowego dowódca Straży Granicznej gen. bryg. Stefan Pasławski przydzielił komisariat „Jabłonowo” do Inspektoratu Granicznego nr 9 „Wronki” i określił jego strukturę organizacyjną. 
Już 15 września 1928 dowódca Straży Granicznej rozkazem nr 7 w sprawie organizacji Wielkopolskiego Inspektoratu Okręgowego podpisanym w zastępstwie przez mjr. Wacława Szpilczyńskiego zmieniał dyslokację (do m. Kruszewo) i organizację komisariatu.
Rozkazem nr 11 z 9 stycznia 1930 o reorganizacji Wielkopolskiego Inspektoratu Okręgowego komendant Straży Granicznej płk Jan Jur-Gorzechowski ustalił nową dyslokację (Ujście) numer i organizację komisariatu.
Rozkazem nr 2 z 30 listopada 1937 w sprawach [...] przeniesienia siedzib i likwidacji jednostek, komendant Straży Granicznej płk Jan Gorzechowski zniósł placówki I linii „Nowie”.
W 1937 zniesiono też placówkę II linii „Ujście”.

## Służba graniczna
Rozkazem organizacyjnym nr 2 Wielkopolskiego Inspektoratu Okręgowego Straży Granicznej z 27 czerwca 1928 ustalono zasięg komisariatów. Granica komisariatu „Kruszewo” na jego prawym skrzydle była jednocześnie granicą pomiędzy Pomorskim a Wielkopolskim IO i przebiegła na Noteci, na lewym skrzydle linia od śluzy nr 15, włącznie z drogą do południowego skraju wsi Romanowo, wąwozem do nadleśnictwa Promne, z drogą polną na Paliszewo, Maranówko, Wyszyny, Budzyń do jeziora Kaliszany włącznie. 
Na przełomie lat 1929–1930 reorganizowano Straż Graniczną. W styczniu 1930 określono nowe granice komisariatu. Na północy było to ujście Gwdy do Noteci, a na południu śluza Lipica nr 15 i kamień graniczny F 008.. Długość ochranianego odcinka wynosiła około 28 kilometrów.
Biuro komisariatu SG „Ujście” mieściło się w dzisiejszym budynku poczty nieopodal kościoła. Do granicy było stamtąd około 400 metrów.
Sąsiednie komisariaty
- komisariat Straży Granicznej „Kaczory” ⇔ komisariat Straży Granicznej „Lubasz” − 1928
- komisariat Straży Granicznej „Kaczory” ⇔ komisariat Straży Granicznej „Czarnków” − styczeń 1930

## Działania komisariatu w 1939 roku
Wiosną przy każdym komisariacie zaczęto tworzyć plutony wzmocnienia, liczące etatowo 61 ludzi. W okresie pokoju miały one uszczelniać granicę, a w przypadku wojny prowadzić miały działania opóźniające poprzez niszczenie mostów i dróg. Plutonem wzmocnienia komisariatu „Ujście” dowodził ppor. Franciszek Petryczkiewicz. Żołnierze zakwaterowani byli w prowizorycznych koszarach w pobliżu komisariatu. 
1 września 1939 niemiecka 50 Dywizja Piechoty nacierała przez Łobżonkę na Nakło i Mroczę.  Około 10:00 komendant komisariatu otrzymał rozkaz wysadzenia mostów. Most na Gwdzie wysadzili saperzy plutonu wzmocnienia. Niemcy za Gwdą w panice opuścili stanowiska i uciekli w kierunku Piły. Kolejny most na Noteci wysadzono po przejściu kolumny ewakuującej się ludności cywilnej z rejonu Byszek. Trzeci most drewniany (karwiński) został podpalony przez patrol zwiadowczy wysłany na rozpoznanie. W ręce Niemców wpadł most kolejowy.
Około 13:00 aspirant Boratyński otrzymał rozkaz wycofania się w kierunku Wągrowca. Komisariat skierował się na Budzyń i następnego dnia dołączył w Wągrowcu do zbiorczego batalionu Straży Granicznej ppłk. Świderskiego.
Tymczasem niemieckie bojówki zorganizowane w „Freikorps” przystąpiły do pogromu polskiej ludności między innymi w Ujściu. Rebelia niemiecka została zlikwidowana siłami wojska oraz miejscowego oddziału Straży Obywatelskiej.
4 września, wskutek silnych nalotów w rejonie Gniezna, nastąpiło odłączenie się kompanii „Ujście” od reszty batalionu. Zgodnie z planem mobilizacyjnym kompania powinna maszerować do Rawy Ruskiej. 8 września aspirant Kazimierz Boratyński doprowadził swoich żołnierzy do Warszawy i zameldował się generałowi Walerianowi Czumie. Oddział pozostawał do dyspozycji Generała do dnia kapitulacji Warszawy.

## Funkcjonariusze komisariatu
| Kierownicy/komendanci komisariatu | Kierownicy/komendanci komisariatu | Kierownicy/komendanci komisariatu | Kierownicy/komendanci komisariatu |
| stopień                           | imię i nazwisko                   | okres pełnienia służby            | kolejne stanowisko                |
| --------------------------------- | --------------------------------- | --------------------------------- | --------------------------------- |
| podkomisarz                       | Józef Pędziński                   | był w 1932 – V 1939               | chory                             |
| aspirant                          | Kazimierz Boratyński              | 10 VI 1939 – IX 1939              |                                   |
| Zastępcy komendanta komisariatu   |                                   |                                   |                                   |
| starszy strażnik                  | Zygmunt Bezucha                   | 1 V 1939 –                        |                                   |

## Struktura organizacyjna
Organizacja komisariatu w kwietniu 1928:
- komenda − Jabłonowo
- placówka Straży Granicznej I linii „Ujście”
- placówka Straży Granicznej I linii „Nowie” Folwark
- placówka Straży Granicznej I linii „Walkowice”
- placówka Straży Granicznej I linii „Romanowo” Dolne
- placówka Straży Granicznej II linii „Jabłonowo”

Organizacja komisariatu we wrześniu 1928:
- komenda − Kruszewo
- placówka Straży Granicznej I linii „Ujście”
- placówka Straży Granicznej I linii „Nowie”
- placówka Straży Granicznej I linii „Romanowo” Dolne
- placówka Straży Granicznej II linii „Kruszewo”

Organizacja komisariatu w styczniu 1930:
- 1/9 komenda − Ujście
- placówka Straży Granicznej I linii „Ujście”
- placówka Straży Granicznej I linii „Walkowice” Nowe
- placówka Straży Granicznej I linii „Romanowo”
- placówka Straży Granicznej II linii „Ujście” ul. Staszica 138